# 해성-2

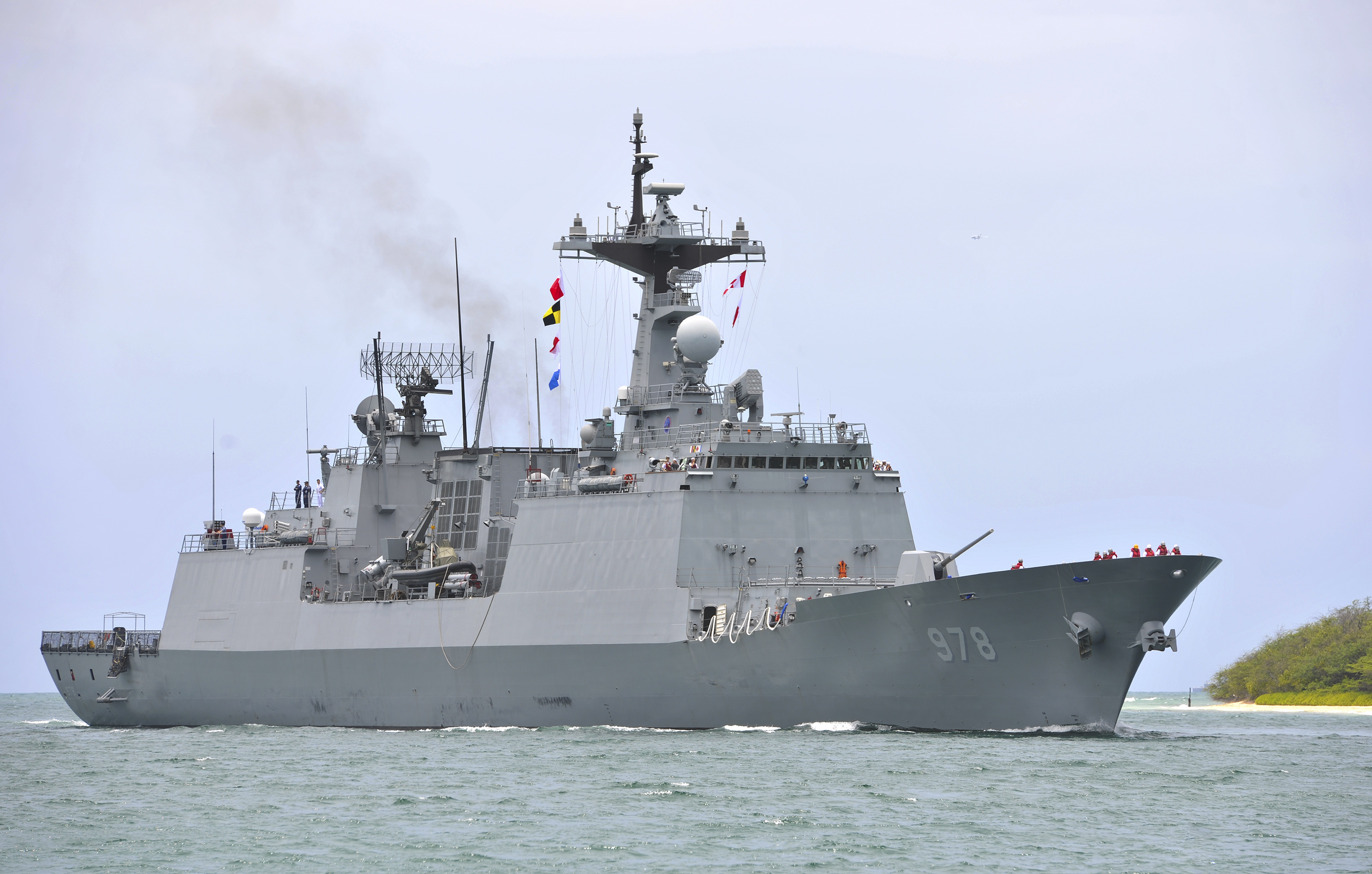
해성-2가 최초로 배치된 왕건함

해성-2는 대한민국 해군의 함대지 순항미사일이다.

## 역사
해성-2 순항미사일은 함대함 미사일 해성-1의 초음속 버전이다. 사거리 150㎞인 해성-1은 2003년 개발됐다. 속도는 마하 0.7∼0.9의 아음속이다.
해성-2는 사거리가 500~1500 ㎞이다. 북한의 주요 군사시설 대부분을 타깃으로 한다. 해성-2는 한국형 구축함(DDH II·4400t급) 가운데 왕건함에 최초 탑재됐으며, 세종대왕함 등 이지스함(DDG·7600t)에도 실려 있다. 왕건함에는 10여발, 세종대왕함에는 30여발의 해성2가 탑재된 것으로 알려졌다.
합참 관계자는 “해군이 보유 중인 6척의 한국형 구축함 수직발사장치(KVLS)에 60여발을, 3척의 이지스함에 90여발을 탑재해 유사시 북한군 지휘부와 핵시설, 미사일 기지 등을 정밀타격한다면 이들 시설을 초토화할 수 있다”면서 “다수의 표적 공격이 가능해 움직이는 유도탄 기지라고 할 수 있다”고 말했다.
위키리크스는 "해성-2의 비행중량은 1280kg(부스터 제외), 무게는 1000kg, 엔진추력은 360kg, 탑재 연료량은 270kg이고 2009년 11월 열 번째 시험비행을 했다. 2010년 이후 생산한다"고 밝혔다. 위키리크스는 해성-2 개발과 관련해 "미국 국무부가 2007년 9월과 2009년 11월 충남 안흥에서 10발의 해성-2를 시험발사해 충남 서부의 해안도시 태안 지상을 타격한 것으로 안다"고 폭로한 바 있다.

## 무게
위키리크스는 부스터 포함 무게가 1.28톤이고, 부스터 제외 무게가 1톤이라는 것을, 단순오기해서 거꾸로 쓴 것으로 보인다.
부스터 포함해서 1.28톤이라고 해도, 너무 가볍다. 러시아 3M-54 클럽은 무게 2.3톤에 사거리 2500 km이다.

## 비교
- 해성-1 함대함 순항미사일, 한국판 하푼, 사거리 150 km, 속도 마하 0.9
- 해성-2 함대지 순항미사일, 한국판 토마호크, 사거리 1500 km, 속도 마하 1
- 해성-3 잠대지 순항미사일, 한국판 토마호크, 사거리 1000 km, 속도 마하 2.5